# Rieden, Mayen-Koblenz
Rieden är en kommun och ort i Landkreis Mayen-Koblenz i förbundslandet Rheinland-Pfalz i Tyskland.
Kommunen ingår i kommunalförbundet Verbandsgemeinde Mendig tillsammans med ytterligare fyra kommuner.